# State Parks in Rhode Island
Dies ist eine Liste der State Parks im US-Bundesstaat Rhode Island. Das Rhode Island Department of Environmental Management Parks and Recreations Division verwaltet die Gebiete und Anlagen.
- Beavertrail State Park

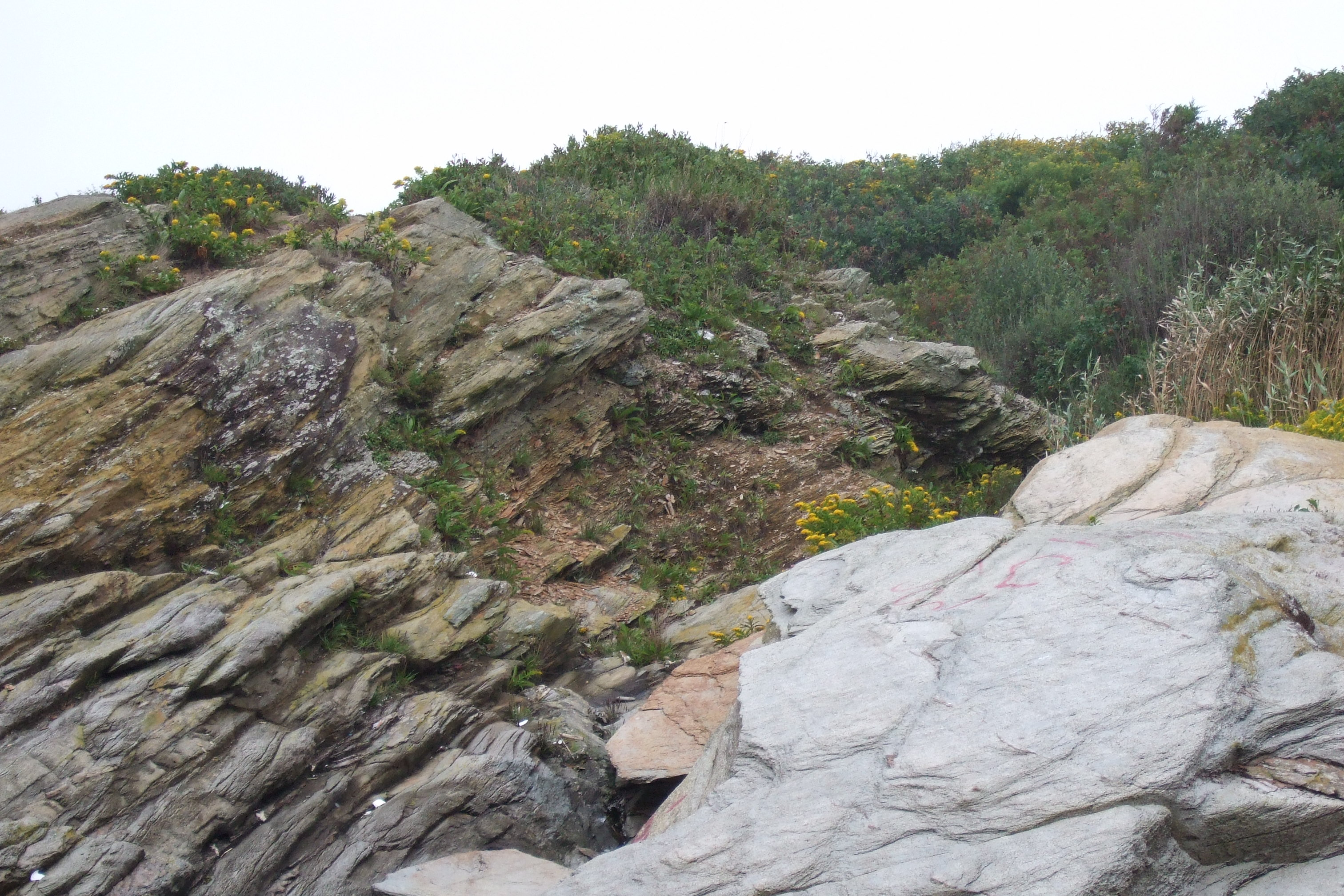
Beavertrail State Park

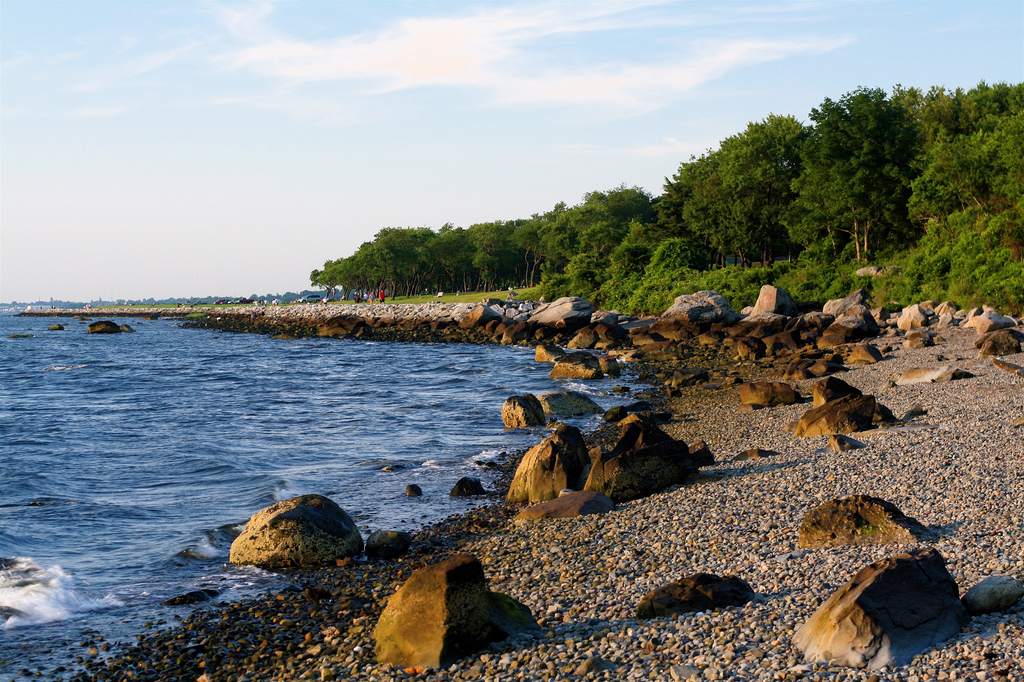
Colt State Park

- Blackstone River Bikeway State Park
- Brenton Point State Park
- Burlingame State Park
- Colt State Park
- Easy Bay Bike Path State Park
- Fishermen’s Memorial State Park
- Fort Adams State Park
- Fort Wetherill State Park
- Goddard Memorial State Park
- Haines Memorial State Park
- Lincoln Woods State Park
- Snake Den State Park
- World War II Memorial State Park

## State Beaches

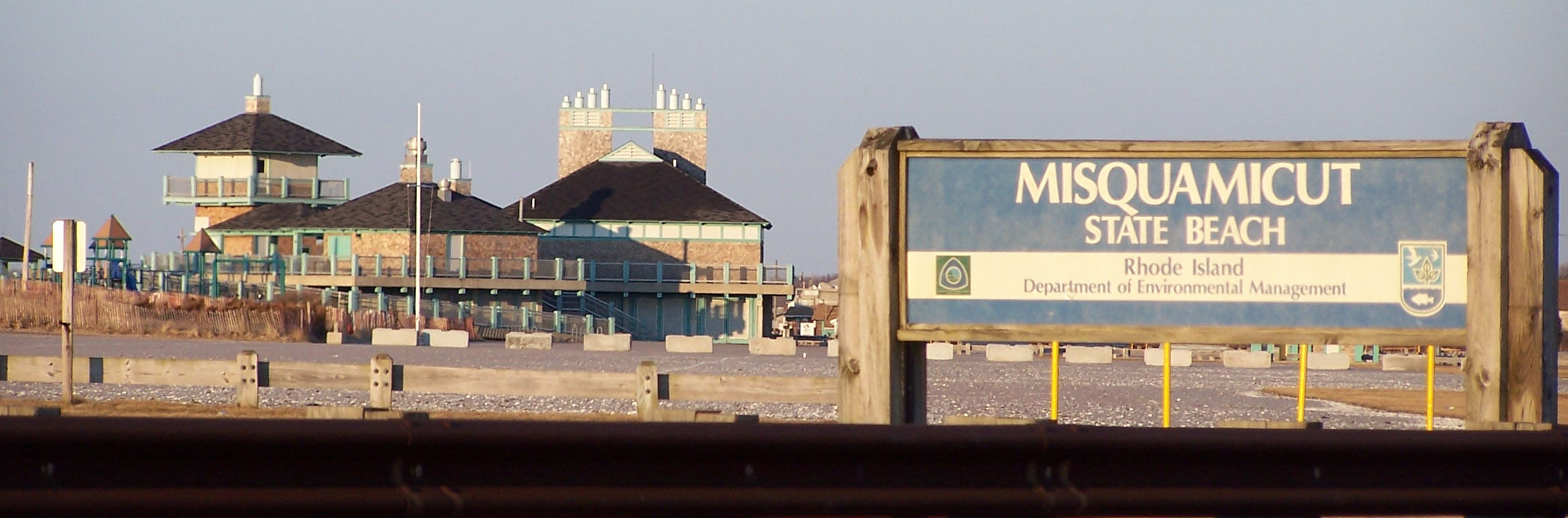
Misquamicut State Beach

- Charlestown Breachway State Beach
- East Beach State Beach
- East Matunuck State Beach
- Fort Adams State Beach
- Goddard Memorial State Beach
- Misquamicut State Beach
- Roger Wheeler State Beach
- Salty Brine State Beach
- Scarborough State Beach Complex